# Paarujärvi
Paarujärvi är en sjö i Finland. Den ligger i kommunen Kittilä i landskapet Lappland, i den norra delen av landet, 800 km norr om huvudstaden Helsingfors. Paarujärvi ligger 254,5 meter över havet. Arean är 21,7 hektar och strandlinjen är 2,41 kilometer lång. Sjön  ingår i Kemi älvs huvudavrinningsområde. 